# 100 días para enamorarse (Chile)
100 días para enamorarse es una telenovela chilena de comedia dramática basada en la serie argentina del mismo nombre escrita por Rodrigo Bastidas y Elena Muñoz. Protagonizada por María Elena Swett, Diego Muñoz, Luz Valdivieso y Sebastián Layseca. La primera temporada se estrenó por Mega el 9 de diciembre de 2019. La segunda temporada se estrenó el 16 de noviembre de 2021.

## Argumento
Laura Domínguez (María Elena Swett) y Antonia Salinas (Luz Valdivieso) son dos grandes amigas. La primera es abogada y la segunda trabaja en una corredora de propiedades.
Ambas tienen sus familias formadas: Laura se casó con Pedro Valdés (Diego Muñoz), otro abogado con el que tiene dos hijos. Antonia, en tanto, vive con Kike (Sebastián Layseca), un músico que sigue esperando su gran oportunidad para triunfar. Aunque lo cierto es que el tipo es un fracasado que no quiere trabajarle un día a nadie. Eso sí, se hizo cargo de la hija de Antonia, Martina (Teresita Commentz).
Las vidas de Laura y Antonia experimentarán un vuelco fundamental cuando decidan separarse de sus respectivas parejas el mismo día, sin tener claro hacia dónde girarán sus rumbos. Así, mientras Laura firmará un contrato con su ex en donde deciden divorciarse legalmente después de 100 días, pero viviendo separados; Antonia deberá ver cómo el gran amor de su juventud y el padre de su hija, Diego Prieto (Marcelo Alonso), regresa a su historia.

## Reparto
- María Elena Swett como Laura Domínguez[6]
- Diego Muñoz como Pedro Valdés[7]
- Luz Valdivieso como Antonia «Toña» Salinas[8]
- Sebastián Layseca como Enrique «Kike» Martínez
- Marcelo Alonso como Diego Prieto
- Celine Reymond como Inés «Mane» Valenzuela[9]
- Fernando Larraín como Javier Muñoz
- Claudia Pérez como Florencia González
- Felipe Rojas como Pablo Domínguez[10]
- César Sepúlveda como Andrés García
- Andrea Eltit como Carmen Mujica
- Teresita Commentz como Martina Prieto / Martín Prieto[11]
- Clemente Rodríguez como Clemente Valdés
- Santiago Díaz como Lucas Valdés
- Valentina Alvear como Julieta Muñoz
- Simón Acuña como Nicolás Muñoz

### Recurrentes
- Shlomit Baytelman como Lourdes Cotapos
- María José Bello como Catalina Mardones
- Amalia Kassai como Cristina Vicuña
- Claudio Valenzuela como Anselmo Sánchez
- Gabriel Prieto como Leonel «Leo» Salinas
- Jacqueline Boudon como Raquel Soto
- Julieta Sanhueza como Micaela «Mica» García
- Daniela Muñoz como Manuela

### Invitados especiales
- Catherine Mazoyer como Magdalena Alvear
- Paulo Brunetti como José Ignacio Serrano, psicólogo de Laura y Pedro
- Sebastián Arrigorriaga como Joaquín
- Juan Pablo Sáez como Sebastián Ruiz
- María José Quiroz como María José Quintana
- Carolina Paulsen como Alicia, madre de Manuela
- Elena Muñoz como Consuelo Fischer, psicóloga de Martina/Martín
- Bárbara Ríos como Solange, apoderada del colegio
- Cristián Alegría como Miguel Ángel
- Daniel Guillón como Gerónimo Astaburuaga,
- Fernanda Finsterbusch como Ema, amiga de Martina
- Mayte Sarmiento como Soledad "Sole", interés amoroso de Clemente
- Iñaki Larraín como Borja, amigo de Clemente
- Carlos Briones como Gonzalo, amigo de Pedro
- Daniel Elosúa como Amigo de Miguel Ángel
- Mónica Illanes como Jueza del registro civil en la ceremonia de Mané y Javier
- Víctor Hugo Ogaz como Hugo, sacerdote invitado por Leo
- Catalina Vera como Esther
- Yunet Guerra como Lupita, exnovia de Diego
- Tomás Robertson como Benjamín Aburto, compañero de Martín y Clemente
- Aaron Burnstein como Santiago, amigo de Benjamín
- Vittorio Yaconi como Alejandro, director del English School
- Sergio Silva como Osvaldo "Flaco" Torres, excompañero de Pedro
- Viviana Plaggés como Madre de Benjamín
- Geraldine Ossa como Madre de Santiago
- Julio César Serrano como Bombero, amigo de Javier
- Romeo Singer como Arturo
- Andrés Olea como Agustín, novio de Carmen
- María Angélica Luzzi como Clienta de Kike
- Sergio Silva como Osvaldo 'Flaco' Torres, excompañero de Pedro
- Josefina Velasco como Estela, abuela materna de Micaela
- Rodrigo Muñoz como Prefecto de la BDI que arresta a Pedro, Diego y Javier
- Cristián Campos como Gabriel Vicuña, pretendiente de Laura y padre de Miss Cristina
- Elizabeth Torres como Scort acompañante
- Paula Leoncini como Eloísa, psicóloga que analiza a Andrés por la tuición de Micaela
- Pancho González como Juancho, amigo de Leo
- Isidora Rebolledo como Sara, vecina de Clemente

## Recepción
La telenovela obtuvo bajos índices de audiencia desde su estreno el día 12 de diciembre de 2019. Según el crítico de televisión, Larry Moe, los actores Fernando Larraín, Celine Reymond y Claudia Pérez ha logrando generar mayor atención en el desarrollo de la telenovela.  
El 22 de abril de 2020 la telenovela salió del aire por tiempo indefinido, ya que se quedó sin estocaje de capítulos debido a que Mega suspendió las grabaciones de sus teleseries a raíz de la pandemia del COVID-19. No obstante, las grabaciones se reanudaron en octubre del mismo año y los capítulos empezaron a transmitirse desde el 16 de noviembre.
El 16 de noviembre de 2020, el canal decidió remover la telenovela tras la baja audiencia, al segundo segmento del prime, luego de la retransmisión de Pituca sin lucas. El 21 de diciembre, la telenovela obtuvo 10,7 puntos, logrando ser desplazada por las retransmisiones de telenovelas del mismo canal. El 22 de diciembre, logró apenas 9 puntos. Dada la situación, Mega reprogramó Isla Paraíso en su horario, desplazando a la telenovela al horario de trasnoche. El 24 de enero de 2021, apenas marcó 7,6 puntos promedio entre las 22.40 y las 23.45, siendo, entonces, la producción de Mega de más baja audiencia en el último tiempo.
Sin embargo, durante su final el 14 de marzo de 2021, alcanzó un promedio de 17 puntos de rating con peaks de 18, desplazando a Yo soy al segundo lugar y así despidiéndose con uno de los números más altos desde su estreno.

## Banda sonora
| Intérprete        | Tema                            | Personaje(s)     | Actor(es)                         |
| ----------------- | ------------------------------- | ---------------- | --------------------------------- |
| Cyndi Lauper      | Girls Just Want to Have Fun     | Tema central     | Tema central                      |
| Michael Bolton    | When a Man Loves a Woman        | Pedro y Laura    | Diego Muñoz y María Elena Swett   |
| Scorpions         | Wind of Change                  | Diego y Antonia  | Marcelo Alonso y Luz Valdivieso   |
| Lou Bega          | Mambo No.5 (A Little Bit of...) | Javier           | Fernando Larraín                  |
| Natalie Imbruglia | Torn                            | Martín y Manuela | Teresita Commentz y Daniela Muñoz |
| Radiohead         | No surprises                    | Pablo y Andrés   | Felipe Rojas y César Sepúlveda    |